# 히세션
히세션(He-cession)은 불황을 뜻하는 리세션(recession)에 남성을 의미하는 그(he)를 붙여 만든 신조어로 맨(man)을 붙여 맨세션(mancession)이라고 부르기도 한다. 
전 세계적인 금융 위기로 남성의 실업률이 여성의 실업률보다 높아지면서 상대적으로 남성이 더 큰 고통을 경험했다는 의미에서 생겨났다. 마치 경기 침체처럼 남성의 영향력이 후퇴하고 있다는 뜻이다.
이는 곧 남성 중심의 마초 시대의 종말을 뜻하기도 한다.
1. ↑  Bloomberg (2025년 8월 5일). “The US jobs market is showing signs of a ‘he-cession’”. 《HR World》.